# 중바현

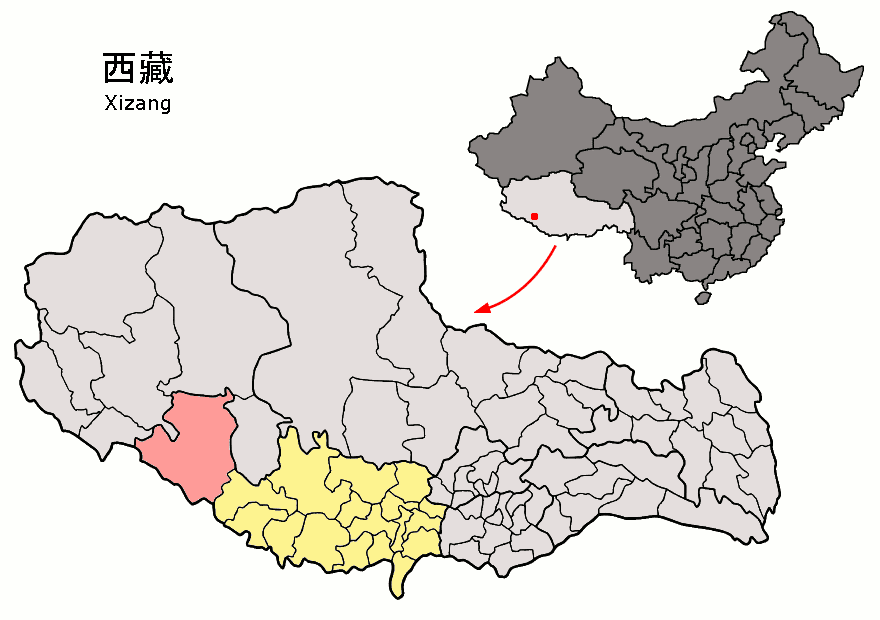
종바 현의 위치

중바현(티베트어: འབྲོང་པ་རྫོང་ 종바 종, 중국어: 仲巴县, 병음: Zhòngbā Xiàn)은 티베트 자치구 르카쩌 지구의 현급 행정구역이다. 넓이는 45900km2이고, 인구는 2007년 기준으로 20,000명이다.

## 지리
평균해발고도는 4700m이다. 연평균 기온은 -0.2~-0.3°C, 연평균 강수량은 290.8mm이다.

## 행정 구역
1개 진, 12개 향을 관할한다.
- 진: 帕羊镇.
- 향: 拉让乡, 帕玛乡, 仁多乡, 吉玛乡, 隆格尔乡, 霍尔巴乡, 吉拉乡, 纳久乡, 偏吉乡, 布多乡, 亚热乡, 穷果乡.